# Kenny Ball
Kenneth "Kenny" Ball, född 22 maj 1930 i Ilford, Essex (idag i Redbridge, Greater London), död 7 mars 2013 i Basildon, Essex, var en brittisk jazzmusiker och trumpetare som var ledare för Kenny Ball and His Jazzmen. De hade en internationell framgång med sin dixielandinspelning av låten "Midnight in Moscow" (Midnatt i Moskva) 1961.